# Lipnik (Trebnje, Slovenija)
Lipnik je naselje u slovenskoj Općini Trebnju. Lipnik se nalazi u pokrajini Dolenjskoj i statističkoj regiji Jugoistočnoj Sloveniji.

## Stanovništvo
Prema popisu stanovništva iz 2002. godine naselje je imalo 6 stanovnika.